# Kostel svatého Mikuláše (Nýdek)
Římskokatolický kostel svatého Mikuláše v Nýdku v okrese Frýdek-Místek je dřevěný katolický kostel založený roku 1576.

## Historie
"Letta panie tisiczyho pietisteho Sedmdesateho ssesteho poczytagic Tento chram Swaty gest zbudowan a wystawen ku czti a chwale gmena pana Boha wssemohuczyho nakladem sauseduw a lidi tegto diediny za czasu ffojta gmenem Walka Rykaly, ktery negprzednegszy puwod byl k staweni tohoto chramu Swateho s Tomassem bratrem swym, kterzy na ten czas spolu toto ffogtstwi drżely"
Tak praví autentika z nýdeckého kostelíka o jeho založení roku 1576. Fojt Walek Rykala byl, jako všichni jeho sousedi, evangelíkem, a také kostelík, který vystavěli byl evangelický. Prvním pastorem byl Martin Waligura ze Skočova, který, než začal působit v Nýdku, sloužil mše v Břehu a Vendryni. Podobně jako mnoho jiných kostelíků na Těšínsku byl evangelíkům r. 1654 odebrán a vysvěcen biskupem krakovským Petrem VII. Gembickým ze Seveře. Patronem kostela se stal sv. Mikuláš biskup.
V kostele zůstal inventář po protestantech, který katolickým kněžím ještě dlouhá léta sloužil, jako například oltář, který byl nahrazen až roku 1746, kdy byl nahrazen novým, zhotoveným na náklady jezuity Rollera ze Skočova. Roku 1781 císař Josef II vydává toleranční patent. Ten ukázal nakolik na nýdečany zapůsobila rekatolizace – již příštího roku vystoupilo z římskokatolické církve 187 osob, za čtyři roky zůstalo v obci pouhých 20 katolíků.
Spory mezi většinovými evangelíky a menšinovými katolíky nadále pokračovaly, neboť dvě desítky katolíků měly proti zbytku evagelíků v držení kostel i hřbitov. Neustávající spory vyřešilo až založení evangelického hřbitova s kaplí roku 1863.

## Stavební vývoj
Na konci 18. století byl kostelík natolik zchátralý, že muselo být přikročeno roku 1789 ke generální opravě. Byla snížena věž i střecha, byl podezděn kamenem a roubené zdi pobity šindelem. Oprava se však příliš nezdařila a za zanedlouho se začal stav kostela zase zhoršovat, až muselo být přikročeno k další opravě roku 1894, která byla provedena stavitelem Kamencem z Těšína na popud probošta Antonína Olszaka. Dosavadní kamenná podezdívka byla nahrazena betonovou, šindel byl stržen a stěny obloženy deskami. Zanedlouho byl vyměněn šindel i na střeše za eternit. Velká rekonstrukce, která setřela původní ráz kostela, proběhla roku 1934. Při poslední rekonstrukci v devadesátých letech byla obnovena šindelová střecha a opravena podezdívka